# Dmitri Mironov
Dmitri Olegovitsj Mironov (Russisch: Дмитрий Олегович Миронов) (Moskou, 25 december 1965) is een Sovjet-Russisch ijshockeyer.
Mironov won tijdens de Olympische Winterspelen 1992 de gouden medaille met het Gezamenlijk team.
Mironov speelde ook voor verschillende teams in de NHL. Met de Detroit Red Wings won hij in 1998 de Stanley Cup.